# Ralyn Satidtanasarn
Ralyn Satidtanasarn, surnommée Lilly est une activiste écologiste américano-thailandaise. Elle mène une lutte contre les déchets plastiques depuis l'âge de 12 ans et est surnommée par les médias « la Greta Thunberg thaïlandaise ».

## Biographie
Elle est scolarisée à l'école internationale de Saint-Andres de Bangkok. Elle sèche régulièrement les cours pour se consacrer à son activisme, qui occupe également son temps libre. Elle utilise l'anglais dans ses discours, mais ne parle pas le thaï couramment.

### Lutte écologiste
En Thaïlande, les citoyens utilisent en moyenne huit sacs plastique par jour et par personne, ce nombre est douze fois supérieur que ceux de l'Union européenne, la Thaïlande est le sixième pays le plus polluant au monde . 
Elle affirme que c'est vers l'âge de 8 ans, avec sa mère Sasie, sur une plage dans le sud, à Phuket, qu'elle est choquée par le nombre de déchets plastiques qui s'y trouvent, et tente de les ramasser. Avec sa mère, elle décide de militer auprès des chaînes qui utilisent des sacs plastiques et des ministères,. Lors d'une conférence donnée par la branche thaïlandaise de Greenpeace, elle affirme vouloir « bannir les sacs plastiques de la planète ». Grâce à son influence, une grande enseigne de Bangkok décide en 2020 de ne plus distribuer de sacs plastiques à ses clients une journée par semaine.
Elle estime que le militantisme écologique en Thaïlande ne peut pas emprunter les mêmes formes que l'activisme européen, dont les méthodes, comme les manifestations, seraient inefficaces en Thaïlande. Elle favorise les actions concrètes, en soutenant des associations, en faisant des apparitions médiatiques et en rencontrant des responsables politiques.
Lilly est comparée par les médias à Greta Thunberg. 